# Alexander Tornau
Alexander Harold Tornau (lit. Aleksandras Haroldas Tornau; ur. 21 września 1895 we wsi Adakowo w powiecie rosieńskim, zm. w sierpniu 1938 w Kownie) – niemiecki adwokat, dziennikarz i działacz spółdzielczy na Litwie, poseł na Sejm (1922–1924). 

## Życiorys
Urodził się w rodzinie niemieckich baronów zamieszkałych na Żmudzi. Ojciec Paul był właścicielem 800 ha ziemi w powiecie. Matka była z pochodzenia Norweżką. 
Od 1907 mieszkał w powiecie Telsze. W 1914 ukończył gimnazjum w Mitawie. Później studiował na Politechnice Petersburskiej, jednak ukończenie studiów uniemożliwił wybuch wojny (stopień magistra prawa uzyskał na Uniwersytecie Witolda Wielkiego w 1931). Został powołany do wojska rosyjskiego. Służył na froncie rumuńskim. Po powrocie na Litwę działał społecznie w powiecie telszańskim, m.in. w towarzystwie automobilistów, dobroczynności oraz Fundacji na rzecz Teatru Żmudzińskiego. W 1921 uzyskał mandat radnego Telszów. Związany z ludowcami, pisywał do gazet centrolewicowych: "Lietuvos žinios", "Varpas", "Liaudies varpas", "Lietuvos ūkininkas", "Żemaitis", "Lietuvos balsas" i "Naujoji Lietuva".
W wyborach z jesieni 1922 został wybrany posłem na Sejm z listy LSLDP (lewicowych ludowców) w okręgu Telsze. Rok później uzyskał reelekcję, mandat sprawował do kwietnia 1924. Po zamachu stanu Smetony i Voldemarasa umieszczony na krótko w obozie w Worniach. Działał w ruchu spółdzielczym: był przewodniczącym kooperatywy "Žemaitukas" (1922–1933). Stał na czele redakcji pisma "Żemaitis" (1925–1933). 
W 1931 rozpoczął pracę jako adwokat w Telszach. Po roku wyprowadził się do Kowna, gdzie kontynuował pracę prawnika. Zmarł w sierpniu 1938. Został pochowany 14 sierpnia na cmentarzu ewangelicko-augsburskim w Kownie. 
Był żonaty z Elżbietą (ur. 1895). Mieli dwóch synów (w tym Alexandra-Heinricha, 1920–1989) oraz córkę. Ojciec Paul wyjechał po I wojnie światowej do Prus Wschodnich, gdzie zmarł przed 1939.